# Elecciones parlamentarias de Yibuti de 2013
Las elecciones parlamentarias de Yibuti de 2013, se llevaron a cabo el 22 de febrero de 2013.

## Sistema electoral
La Asamblea Nacional de Yibuti, compuesta por 65 escaños, elige a 52 miembros por pluralidad de votos en circunscripciones plurinominales para servir cada cinco años y 13 miembros son elegidos por representación proporcional. La ley electoral fue modificada en noviembre de 2012 para permitir un sistema de lista electoral mixto, con un 20% de los puestos adjudicados de manera proporcional. Anteriormente, el partido que recibía más votos en cada distrito obtenía todos los escaños del distrito.

## Actores en la carrera electoral
- Unión para la Mayoría Presidencial (coalición)
- Unión para la Salvación Nacional (coalición)
- Centro de Demócratas Unificados (partido)

La Unión para la Mayoría Presidencial es una coalición oficialista que comprende el Rally del Poder Popular para el Progreso (RPP), el Frente por la Restauración de la Unidad y de la Democracia (FRUD), la Unión de Partisanos Reforma (UPR), el Partido Social Demócrata (PSD) y el Partido Nacional Democrático (PND). Los partidos políticos de la oposición formaron un bloque electoral para participar en las elecciones de 2013, ya que la oposición no participó en las elecciones de 2008. La Unión de Salvación Nacional se compone de la Alianza Republicana para el Desarrollo (ARD), la Unión por la Democracia y la Justicia (UDJ), el Movimiento para la Democracia Renovada y el Desarrollo (MRD), el Partido de Yibuti para el Desarrollo (PDD) y el Movimiento para el Desarrollo y la Libertad (Modelo).

## Resultados
Los resultados preliminares fueron dados a conocer el 23 de febrero de 2013. La Unión para la Mayoría Presidencial obtuvo la victoria con el 49.39% de los votos computados. La oposición denunció que hubo fraude electoral.
|                                |                                    |         |      |         |  |
| Partidos                       | Partidos                           | Votos   | %    | Escaños |  |
|                                | Unión para la Mayoría Presidencial | 74 016  | 61,5 | 55      |  |
|                                | Unión para la Salvación Nacional   | 42 897  | 35,7 | 10      |  |
|                                | Centro de Demócratas Unificados    | 3389    | 2,8  | 0       |  |
| Votos nulos y en blanco        | Votos nulos y en blanco            | 2345    | -    | -       |  |
| Total                          | Total                              | 122 647 | 100  |         |  |
| Padrón electoral               | Padrón electoral                   | 184 160 | 66,6 |         |  |
| Fuentes: Presidencia de Yibuti |                                    |         |      |         |  |